# 藤原亜衣里
藤原 亜衣里（ふじわら あいり、1980年12月2日 - ）は、新潟県西蒲原郡弥彦村出身の女子競輪選手。日本競輪学校第102期生。

## 来歴
実父の実（26期・引退）、実兄の憲征（85期）も競輪選手という競輪一家に生まれ育った。

法政大学時代は、全日本大学対抗選手権自転車競技大会（インカレ）のスプリントで、2001年2位、2002年3位等の実績を残した。
その後は自転車競技とは縁のない活動を送っていたが、2010年に弥彦競輪場のサイクリングクラブ、「CLUB SPIRITS」が発足したことを契機に活動を再開。そして、2011年2月25日、クラブの同志である加瀬加奈子、中川諒子、田中麻衣美とともに日本競輪学校 第102回（女子第1期）試験に合格した。
同校在校競走成績は14位（8勝）。2012年5月1日、日本競輪選手会新潟支部所属の競輪選手として登録された。
2012年7月1日、平塚競輪場でデビューし4着。その後はガールズケイリンの決勝戦の常連選手ながらも、勝ち星を挙げられないでいたが、2013年5月26日、名古屋競輪場で行われた一般戦で待望の初勝利を挙げた。2016年7月20日、名古屋競輪場で初優勝を遂げた
吉田商業時代の後輩である本田拓也は現役競輪選手である。